# 존 와일리 & 선즈
존 와일리 & 선즈(영어: John Wiley & Sons), 혹은 와일리 출판사는 학술 출판을 주로 하는 미국의 출판사이다.

## 역사
찰스 와일리가 1807년 맨해튼에 설립한 인쇄소를 시작으로 한다. 1826년 아들인 존 와일리가 물려받아 회사 이름을 와일리 & 레인 회사로 고쳤다. 이후 와일리 & 퍼트넘, 다시 존 와일리로 사명을 변경하였다. 1876년 존 와일리의 아들인 윌리엄과 찰스가 경영에 참여하게 되면서 회사 이름을 지금과 같은 존 와일리 & 선즈로 변경하였다.